# Francis H. Case
Francis Higbee Case (né le 9 décembre 1896 à Everly en Iowa et décédé le 22 juin 1962 à Bethesda au Maryland) est un journaliste et homme politique américaine qui servit 25 ans au Congrès américain en représentant le Dakota du Sud. Il est membre du parti républicain.

## Biographie
Case est né à Everly de Mary Ellen (Grannis) Case et du révérant Herbert Llywellen Case. La famille déménage alors que Francis à 13 ans à Sturgis au Dakota du Sud. Il étudie d’abord à l'université Dakota Wesleyan puis à l'université Northwestern où il gradue en 1920. Durant la Première Guerre mondiale, il sert dans les marines. Par la suite, il fait partie de la réserve de l'armée de terre et des marines.
Après avoir quitté l'université, il devient éditeur dans le milieu journalistique, où il reste 15 ans. Jusqu'en 1922, il est assistant à l'éditeur du Epworth Herald basé à Chicago. De 1922 à 1925, il écrit pour le Daily Journal à Rapid City. De 1925 à 1931, il est éditeur du Hot Springs Star de Hot Springs. Finalement, en 1931, il occupe ce poste pour le Custer Chronicle de Custer où il reste jusqu'à son entrée au Congrès.

### Chambre des représentants
Case entre dans l'arène politique en 1934 alors qu'il se présente à la chambre des représentants des États-Unis. Tout de fois, il est défait. En 1936, il tente de nouveau et est cette fois élu. Il garde ce siège pour sept mandats de deux ans. Il se montre un isolationniste modéré avant l'entrée des États-Unis dans la Seconde Guerre mondiale. Il quitte la chambre en 1951 alors qu'il est élu au Sénat.

### Sénat
Case décide de se présenter au Sénat dans les élections sénatoriales de 1950 où il défait le sénateur sortant, John Chandler Gurney, dans la primaire. Il défait facilement John A. Engel avec 63% des votes dans la générale. Dans son premier mandat, il sert dans le comité chargé du District de Columbia de 1953 à 1955. Il est favorable à une plus grande autonomie du district. En 1954, il siège sur le comité explorant une censure du sénateur Joseph McCarthy. Au début de l'année 1956, Case est au centre d'un scandale entourant sa dénonciation d'une tentative de pot-de-vin à son endroit par l'industrie pétrolière entourant un vote sur le gaz naturel. Il est réélu en 1956 dans une course serrée contre Kenneth Holum.
Case est alors connu comme un sénateur modéré concentré sur l'expansion des infrastructures routières et hydrauliques du pays, entre autres dans l'État qu'il représente. Le lac Francis Case, qui longe la rivière Missouri, est nommé en son honneur, tout comme un pont sur la I-395 à Washington. Il vote en faveur de plusieurs lois sur les droits civiques,.
Il sert au sénat de 1951 à sa mort. Il meurt d'une crise cardiaque à l'Hopital naval de Bethesda au Maryland le 22 juin 1962. Ceci arrive seulement quelques mois avant la fin de son second mandat et d'une élection où il devait affronter le futur sénateur George McGovern. Il est mis en terre au Cimetière national de Black Hills à Sturgis.